# Esmonts
Esmonts est une localité et une ancienne commune suisse du canton de Fribourg, située dans le district de la Glâne.

## Histoire
C'est en 996 que le lieu est référencé pour la première fois (sous le nom de villa de Mont), lorsque Rodolphe III de Bourgogne y accorde des droits à un chevalier. Le village passa successivement sous le contrôle de l'hôpital de Moudon en 1344, puis de la ville de Fribourg deux siècles plus tard ; il fait alors partie du bailliage de Vaud jusqu'en 1536, année à laquelle il rejoint le bailliage de Rue. En 1789, le village est érigé en commune et fait partie du district de Rue jusqu'en 1848, puis de celui de la Glâne.
En 2006, la commune est incorporée dans celle de Vuarmarens qui, à son tour, fusionnera dans la commune d'Ursy en 2012.

## Personnalités liées à la commune
- Philippe Demierre, conseiller d'état.